# Euopius bachmayeri
Euopius bachmayeri är en stekelart som beskrevs av Fischer 1979. Euopius bachmayeri ingår i släktet Euopius och familjen bracksteklar. Inga underarter finns listade i Catalogue of Life.